# Бритиш Мотор Корпорейшън
Бритиш Мотор Корпорейшън е холдингова компания за производство на леки и тежки возила, съществувала във Великобритания в средата на ХХ век. Намирала се е в района на Бирмингам, Лонгбридж.
Създадена е от сливането на Остин Мотор Къмпани и Морис Моторс през 1952 г. Безспорно най-големият успех на компанията е създаването на автомобила „Мини“ през 1959 г.

За времето си Би Ем Си е най-големият британски производител с дял 39% от производството в страната през 1952 г. Създава широк обхват от разни типове автомобили от марките Остин, Морис, но произвежда и земеделски машини.